# Final del Campionat del Món de bàsquet masculí de 2006
La final del Campionat del Món de bàsquet masculí de 2006 es va disputar entre Espanya i Grècia el 3 de setembre de 2006 al pavelló Saitama Super Arena, al Japó, i va ser un moment clau per al bàsquet espanyol. Espanya es va proclamar campiona del món de bàsquet per primera vegada en la seva història després de derrotar Grècia en la final per 47-70, tot i no comptar amb Pau Gasol, elegit jugador més valuós del torneig, que estava lesionat. Els jugadors espanyols van entrar així en la història després d'un partit en el qual Espanya no va tenir gaires problemes per passar per sobre de l'equip grec, el qual feia poc havia estat campió d'Europa. Aquell any, Espanya es va proclamar campiona del món. Des d'aleshores, l'equip ha aconseguit altres medalles en els Campionats d'Europa i Jocs Olímpics. Al final del partit, l'entrenador espanyol, Pepu Hernández, va destacar la importància de la victòria i va agrair als seus jugadors la seva dedicació i esforç durant tot el torneig.
| Plantilles                   |                                   |
| Espanya                      | Grècia                            |
| Pau Gasol (MVP) (0 pts)      | Theodoros Papaloukas (10 pts)     |
| Rudy Fernández (0 pts)       | Sofoklis Schortsanitis (2 pts)    |
| Juan Carlos Navarro (20 pts) | Nikolaos Zisis (0 pts)            |
| Carlos Cabezas (1 pts)       | Vassilis Spanoulis (4 pts)        |
| Berni Rodríguez (6 pts)      | Panagiotis Vasilopoulos (0 pts)   |
| José Manuel Calderón (7 pts) | Antonis Fotsis (7 pts)            |
| Sergio Rodríguez (0 pts)     | Nikos Xatzivretas (0 pts)         |
| Alex Mumbrú (0 pts)          | Dimosthenis Dikoudis (1 pts)      |
| Jorge Garbajosa (20 pts)     | Konstantinos Tsartsaris (0 pts)   |
| Marc Gasol (2 pts)           | Dimitris Diamantidis (4 pts)      |
| Carlos Jiménez (4 pts)       | Lazaros Papadopoulos (2 pts)      |
| Felipe Reyes (10 pts)        | Michalis Kakiouzis (17 pts)       |
| Pepu Hernández (entrenador)  | Panagiotis Giannakis (entrenador) |